# ترت-بوتیل فورمات
ترت-بوتیل فورمات (به انگلیسی: Tert-Butyl formate) یک ترکیب شیمیایی با شناسه پاب‌کم ۶۱۲۰۷ است.